# Бернштейн, Осип Самойлович
О́сип Само́йлович Бернште́йн (Самуилович, 20 сентября 1882, Житомир — 30 ноября 1962, Париж) — шахматист, международный гроссмейстер (1950), международный арбитр (1952). Чемпион Москвы (1911). Доктор права, адвокат.

## Биография

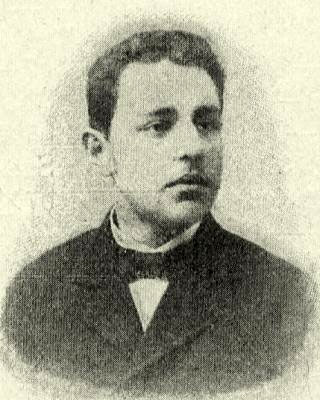
Около 1902 года

Из ортодоксальной купеческой еврейской семьи среднего достатка. Первоначальное воспитание получил дома, обучался в соответствии с еврейскими традициями, испытал религиозное влияние отца. Сдал экстерном экзамен на аттестат зрелости в Житомирской гимназии. В 1901 окончил Высшую техническую школу в Ганновере. Получил юридическое образование в Лейпцигском и Берлинском университетах.
В шахматных соревнованиях Бернштейн участвовал на протяжении 60 лет. Лучшие результаты в турнирах до Первой мировой войны: Киев (1903, Всероссийский турнир) — 2-е м.; Кобург (1904) и Бармен (1905) — 4—5-е; Стокгольм (1906) — 1—2-е (с К. Шлехтером); Остенде (1906 и 1907) — 4—6-е и 1—2-е (с А. Рубинштейном); Петербург (1909) — 5-е; Сан-Себастьян (1911) — 8—9-е; Вильно (1912) — 2-е; Петербург (1914) — 6—7-е м.
С 1907 помощник присяжного поверенного в Москве. Официально числился стажёром у И. А. Кистяковского, но фактически самостоятельно занимался адвокатской практикой в Москве. Юрисконсульт общества «Якорь», отделения банка Юнкер в Москве, промышленника Н. А. Второва. В 1908 году защитил диссертацию на соискание степени доктора права в Гейдельбергском университете и сдал экстерном государственный экзамен по юридическому факультету Харьковского университета. С 1911 года присяжный поверенный в Москве.
Член символического клуба победителей чемпионов мира Михаила Чигорина с 2 мая 1914 года.
В 1918 году через Киев перебрался в Одессу, где был арестован ЧК, едва не расстрелян, затем освобождён. В январе 1920 из Одессы через Константинополь и Сербию перебрался в Париж. В 1922 вместе с А. А. Алехиным проводил в Париже шахматные «гастроли». Затем два года жил в Берлине, с 1924 — вновь в Париже. Почётный член, по 1951 член Русского шахматного кружка им. П. Потёмкина, с которым был дружен. Занимался юридической практикой, финансовыми операциями, практиковал как адвокат. Автор специальных юридических работ. Соиздатель «Ллойд-журнала».
Масон, посвящён в 1928 году в парижской русской ложе «Астрея» № 500 (Великая ложа Франции). Затем стал членом-основателем ложи «Лотос» № 638 (ВЛФ).
В 1929 разорился. Впоследствии работал в парижском отделении одной из германских фирм. В 1932 получил французское гражданство. Во время оккупации Франции фашистами жил в Виши. После оккупации Парижа бежал в Испанию. По окончании Второй мировой войны вернулся во Францию.
Долгое время не принимал участия в соревнованиях. После нескольких лет шахматной активности (Понт, 1930 — 2-е м.; Берн, 1932 — 5—6-е; Цюрих, 1934 — 6—7-е м.) вновь наступил длительный перерыв в его турнирных выступлениях. Возобновил участие в соревнованиях по окончании Второй мировой войны. Успешно сыграл в Лондоне (1946) — 2-е м.; Монтевидео (1954) — 2—3-е м. (с М. Найдорфом). Матчевая практика Бернштейна невелика; он победил О. Негели 3:1 (1932); сыграл вничью с Г. Вольфом 3,5:3,5 (+1, —1, =5; 1902) и А. Алехиным 2:2 (+1, —1, =2; 1933). Возглавлял команду Франции на Олимпиаде 1954. Играл в матче с командой СССР (1954).
«Самобытный талант… обладает редким даром находить оригинальные идеи» (Эм. Ласкер).
Скончался на вилле друзей в Пиренеях в Испании.